# Josiah Ng
Josiah Ng Onn Lam (Manilla, 2 februari 1980) is een in de Filipijnen geboren Maleisischs  voormalig baanwielrenner. In 2010 won Ng de keirin tijdens de Gemenebestspelen.
Ng heeft deelgenomen aan de Olympische Zomerspelen in 2004 en 2008. Hij wist tijdens deze spelen geen medaille te winnen.

## Palmares
| Jaar  | MK    | AK                 | WK    | Overig                                                           |
| Elite | Elite | Elite              | Elite | Elite                                                            |
| ----- | ----- | ------------------ | ----- | ---------------------------------------------------------------- |
| 2002  |       |                    |       | Aziatische Spelen: sprint · WB: 3e keirin · WB Sydney:2e keirin  |
| 2003  |       |                    |       | WB Moskou: 2e keirn                                              |
| 2004  |       |                    |       | Olympische Spelen: 6e keirin                                     |
| 2005  |       |                    |       | WB Manchester: 3e keirin                                         |
| 2006  |       |                    |       | Aziatische Spelen: keirin · WB Sydney: 2e keirin                 |
| 2007  |       |                    |       |                                                                  |
| 2008  |       |                    |       | Olympische Spelen: 7e teamsprint, 9e keirin                      |
| 2009  |       |                    |       | WB Melbourne: 3e keirin                                          |
| 2010  |       |                    |       | Gemenebestspelen: keirin, teamsprint · Aziatische Spelen: keirin |
| 2011  |       | keirn · teamsprint |       |                                                                  |
| 2012  |       | keirin             |       | Dudenhofen: keirin                                               |
| 2013  |       | keirin · sprint    |       | ACC Asia Cup: sprint                                             |
| 2014  |       |                    |       | Aziatische Spelen: keirin                                        |